# Bartın
Bartın es la capital de la provincia de Bartın, en Turquía. Antiguamente era un distrito de la provincia de Zonguldak, pero en 1991 consiguió el estatuto de provincia. Está compuesta de 4 distritos (el central de Bartın y otros 3 dependientes). La ciudad se encuentra a 14 km del río Bartın (en turco, Bartın Çayı), que es navegable entre la ciudad y la costa del mar Negro. Tiene una población de 58.788 habitantes.
Bartın es un centro importante de la región del Mar Negro de Turquía, ya que resulta cada vez más interesantes para el turismo. Con un rico patrimonio arquitectónico, se encuentra a 80 km de la ciudad de Zonguldak.

## Historia
La historia de la ciudad se remonta al año 1200 a. C., aproximadamente, cuando la tribu de los kaskas habitaban la zona. Con el paso del tiempo, la región estuvo en manos de hititas, frigios, cimerios, lidios, persas y macedonios. 
Posteriormente, Bartın permaneció bajo dominación del Imperio romano y el Imperio bizantino, hasta la llegada de los selyúcidas primero, y el beylik Candaroglu entre los siglos XI y XIII. Bartın fue finalmente conquistada por el sultán otomano Beyazid I en 1392.